# エルフ
エルフ（英: elf、複数形: elfs、elves）は、ゲルマン神話に起源を持つ、北ヨーロッパの民間伝承に登場する種族である。日本語では妖精あるいは小妖精と訳されることも多い。北欧神話における彼らは本来、自然と豊かさを司る小神族であった。エルフはしばしば、とても美しく若々しい外見を持ち、森や泉、井戸や地下などに住むとされる。また彼らは不死あるいは長命であり、魔法の力を持っている。
J・R・R・トールキンの『指輪物語』では、賢明で半神的な種族である「エルフ」が活躍した。この作品が成功して以降、トールキン風のエルフは現代のファンタジー作品における定番となった。近年での日本のファンタジー作品では、「森の中で暮らす種族」としてのイメージが強いことから、漢字表記で「森人」という言語で呼ばれることも多い。

## 名称
英語では、エルフ（elf）の複数形は、elfsあるいはelvesである。エルフとの関係やエルフの性質をあらわす形容詞に、elven、elvish、elfin、elfishがある。現代ファンタジーにおける慣例では、綴りに「v」を含む形容詞のelvenとelvishは、人間型のエルフに使われる。これはヴァイキング時代の北欧神話のエルフ像と一致する。綴りに「f」を含む形容詞elfin、 elfishは、小柄なエルフに使われる。これは伝承上のエルフや、ルネサンス期、ロマン主義期のエルフ像と一致する。
欧州各国では以下のように呼ばれる、
- ドイツ： Elfen, Elben
- イギリス： addler（ただし廃語）
- オランダ： Elfen, Alfen, Elven
- デンマーク： alfer, elvere, elverfolk、ellefolk、huldrer
- アイスランド： álfar, álfafólk, huldufólk（Huldufólkは英語のhidden peopleの意）
- ノルウェー： alver, alfer, elvefolk
- スウェーデン： alfer, alver, älvor（Älvorは英語でfairyと訳される）

elf, álfとそれに関係する単語は、印欧祖語で「白い」を意味する、albhに由来する。

## 伝統的なエルフの特徴
現代の多くのファンタジー作品に見られるような、長い耳、鋭い目つき、華奢で長身などのステレオタイプは、神話や宗教上のエルフ像とは大きく異なっていた。

### 北欧神話におけるエルフ
エルフに関する最も古い記述は北欧神話にある。最初期のエルフは、古ノルド語でアールヴ（álfr、複álfar）と呼ばれた。同時期の記述は存在しないが、後の民間伝承に登場するアールヴと語源的に結びついた多くの単語の存在は、エルフへの信仰が古代スカンディナヴィア人だけのものではなく、ゲルマン民族全体で一般的であったことを強く示唆している。
エルフは北欧神話に様々な形で登場する。現代の私たちが当時のエルフの概念を明確に定義づけることはできないが、当時の人々はエルフを強力で美しい、人間ほどの大きさの存在として理解していたように思われる。彼らは一般的に先祖崇拝と同様に、豊かさと結びついた半ば神聖な集団として言及される。エルフの存在は自然の精霊や死者の魂に対するアニミズム的な信仰と類似していて、ほとんど全て人間の信仰と通じるものがある。ほぼ間違いなく、ゲルマン民族にとってのエルフとは、ギリシャ・ローマ神話におけるニンフや、スラヴ神話におけるヴィーラやルサールカのような存在であったと思われる。

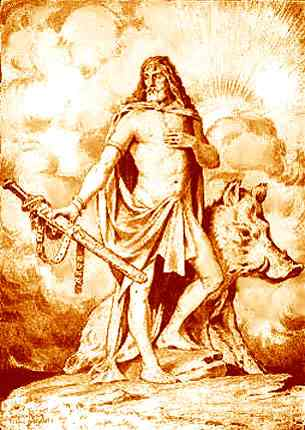
光のエルフの支配者、ヴァン神族のフレイ。

スノッリ・ストゥルルソンは、ドヴェルグ（ドワーフ、単 dvergr, 複 dvergar）について、「デックアールヴ（闇のエルフ、単dökkálfr, 複dökkálfar）」または「スヴァルトアールヴ（黒いエルフ、単 svartálfr, 複 svartálfar）」として言及しているが、このような使用法が中世のスカンジナビアにおいて一般的であったかは分からない。スノッリはダークエルフではないエルフを、「リョースアールヴ（光のエルフ、単 Ljósálfr, 複 ljósálfar）」と言及しているが、この使用法は「エルフ」とalbhの語源的な関係と関連している。スノッリは『スノッリのエッダ』において、彼らの違いについて説明している。
“空には「アルフヘイム（エルフの故郷）」と呼ばれる土地がある。「光のエルフ」と呼ばれる人々がそこに住んでいる。しかし、「闇のエルフ」は地下に住み、外見は彼らと違っているが、中身はもっと違っている。光のエルフは太陽よりも明るいが、闇のエルフはピッチよりも黒い。”
"Sá er einn staðr þar, er kallaðr er Álfheimr. Þar byggvir fólk þat, er Ljósálfar heita, en Dökkálfar búa niðri í jörðu, ok eru þeir ólíkir þeim sýnum ok miklu ólíkari reyndum. Ljósálfar eru fegri en sól sýnum, en Dökkálfar eru svartari en bik." 
スノッリの作品の外に北欧神話のエルフの姿を求めるならば、スノッリの作品以前のエルフの存在を証明する証拠は、スカルド詩（吟唱詩）、エッダ詩（古エッダ）、サガなどに見つけられる。エルフはここで、おそらく「全ての神々」を意味する、「アース神族とエルフ」という慣用句によって、アース神族と結び付けられる。
一部の学者は、エルフをヴァン神族と比較したり、あるいはヴァン神族であるとしてきた。
しかし古エッダの『アルヴィースの歌』では、各種族がさまざまな物に付けた名前が紹介されるが、エルフはアース神族ともヴァン神族とも異なる風習を持つ種族として描かれている。しかし、これは高位の豊穣神であるヴァン神族と、低位の豊穣神であるエルフとの違いを表したものかもしれない。また古エッダの『グリームニルの言葉』では、ヴァン神族のフレイは光のエルフの故郷である「アルフヘイム」の王であるとされている。同じく古エッダの『ロキの口論』では、エーギルの館で宴会を開かれ、アース神族とエルフの大集団が宴に招ばれている。ここでフレイの従者ビュグヴィルとその妻ベイラが登場するが、二人が神々の列に加えられていないことと、フレイがアルフヘイムの支配者であることからこの二人がエルフであることが分かる。
一部の研究者はヴァン神族とエルフはスカンジナビアの青銅器時代の宗教の神であったが、後に主神の座をアース神族に取って代わられたと推測している。ジョルジュ・デュメジルをはじめ、そのほかの研究者は、ヴァン神族とエルフは一般人のもので、アース神族は僧侶や戦士階級の神であったと主張している。（ネルトゥスも参照）
スカルドのシグヴァト・ソルザルソンは、1020年ごろの『東行詩』(Austrfararvísur)の中で、彼がキリスト教徒であったため、スウェーデンの異教徒の家で「エルフの供儀」(álfablót)の間の賄いを拒否されたことについて触れている。しかし、「エルフの供儀」について信頼できるさらなる情報はない。しかし他の供儀（blót）と同様に、「エルフの供儀」にも食料の提供があっただろう。そして後のスカンジナビアの民間伝承も、エルフにもてなしを捧げる伝統を保っている。
これに加えて、『コルマクのサガ』では、エルフへの捧げものがひどい戦傷を癒すことができると信じられていた様子が描かれている。
”ソルヴァルズはゆっくりと癒えていった。彼は立ち上がれるようになるとソルズィスを訪れ、彼女に彼を癒す良い方法を尋ねた。
「丘があります」、と彼女は答えた。「ここから遠くない、エルフたちが訪れるところが。今からコルマクが殺した雄牛をもって、その血で丘を赤く染め、その肉でエルフのために宴をひらくのです。その時あなたがたは癒されるでしょう」”
Þorvarð healed but slowly; and when he could get on his feet he went to see Þorðís, and asked her what was best to help his healing.
"A hill there is," answered she, "not far away from here, where elves have their haunt. Now get you the bull that Kormák killed, and redden the outer side of the hill with its blood, and make a feast for the elves with its flesh. Then thou wilt be healed.
スカンジナビアのエルフは、人間ほどの大きさであった。『ゲイルスタッド・エルフのオラーフ王』や、『ヴェルンドの歌』で、「妖精の王」と呼ばれている鍛冶師ヴェルンドなど、名声ある男性は死後エルフの列に加えられることがあった。古代の北欧の人々は、エルフと人間との混血も可能だと信じていた。『フロルフ・クラキのサガ』では、デンマーク王ヘルギは彼が出会った中で最も美しい女性であるシルクをまとったエルフと出会う。彼は彼女を強姦し、娘のスクルドが生まれた。スクルドはフロルフ・クラキの殺害者ヒョルバルズルと結婚する。エルフとの混血であったスクルドは魔術に通じており、そのため戦場では無敵であった。かの女の兵士が倒れても、かの女はかれらを立ち上がらせ、戦い続けさせることができた。かの女に勝つには、かの女がエルフなどの兵士を呼び出す前に、かの女を捕らえるしかなかった。もう一つの例には、母親が人間の女王であったホグニがある。『シドレクス・サガ』によると、ホグニの父は、エルフのアドリアン王であった。（ただし、『シドレクス・サガ』の原点のほとんどはドイツ語資料である。）
『ヘイムスクリングラ』と『ソースタイン・サガ』では、現在のブーヒュースレーン地方と一致するアルフヘイムを支配した王統について説明している。彼らにはエルフの血が混ざっていたため、他の男たちよりも美しいといわれていた。
"アルフ王によって支配されたその地はアルフヘイムと呼ばれ、これの子供たちはエルフの親戚であった。かれらは他の人々よりも美しかった……。"
彼らの最後の王の名は、ガンドアールヴといった。

### スカンジナビアの民間伝承のエルフ
北欧神話とキリスト教神話が混合した、スカンジナビアの民間伝承のエルフは、デンマークではelver、ノルウェーではalv、スウェーデンでは男性がalv、女性がälvaと呼ばれている。ノルウェーでの呼び名alvは、本当の民間伝承ではあまり使われず、使われるときはフルドフォルク(huldrefolk)やヴェッテル(vetter)の同義語として使われる。フルドフォルクとヴェッテルは大地に住む、エルフというよりはドワーフに近い存在であり、アイスランドのhuldufólkに相当する。
デンマークとスウェーデンでは、エルフとヴェッテルとは別の存在として登場する。イギリスの民間伝承に登場する昆虫翼を持つ妖精フェアリー（fairy）は、デンマークではalfer, スウェーデンではälvorと呼ばれているが、正しい訳語はfeerである。デンマークの童話作家アンデルセンの、『バラの花の精』(The Elf of the Rose)に登場するalfは花の中に住めるほど小さく、“肩から足に届くほどの翼”を持っている。アンデルセンはまた、『妖精の丘』(The Elfin Hill)でelvereについて書いている。この物語のエルフは、デンマークの伝統的な民間伝承に似て、丘や岩場に住む美しい女性であり、男たちを死ぬまで躍らせることができる。かの女たちはノルウェーとスウェーデンのフルドラ(huldra)のように、前から見ると美しいが、背中から見ると木の洞のような姿をしている。英国の民間伝承には小さく翼のないエルフも登場する。サンタクロースと同一視されているエルフを、ノルウェーではニッセ(nisse)、スウェーデンではトムテ(tomte)と呼んでいる。
北欧神話型のエルフは主に女性として、丘や石の塚に住むものとして、民間伝承にその姿を残している。スウェーデンのälvor（単、älva）は森の中にエルフ王と住む、驚くほど美しい少女であった。彼らは長命で、この上なく気楽に暮らしていた。このエルフは例によって金髪で白い装いをしているが、スカンジナビアの民間伝承に登場する存在のほとんどがそうであるように、気分を損ねると手に負えなくなる。物語において、彼らはしばしば病気の精霊の役割を演じる。最も一般的でほとんど無害な例では、älvablåst（エルフのひと吹き）と呼ばれるひりひりする吹き出物がある。これはふいごを使った強力なお返しのひと吹きで治すことができる。スカンジナビアに特有の岩石線画であるSkålgroparは、そう信じられていた用途から、älvkvarnar（エルフの粉引き場）として知られていた。誰であれエルフの粉引き場に供物（できればバター）を捧げれば、エルフをなだめることができた。これはおそらく古代スカンジナビアの「エルフの供儀」(álfablót)に起源を持つ習慣だろう。

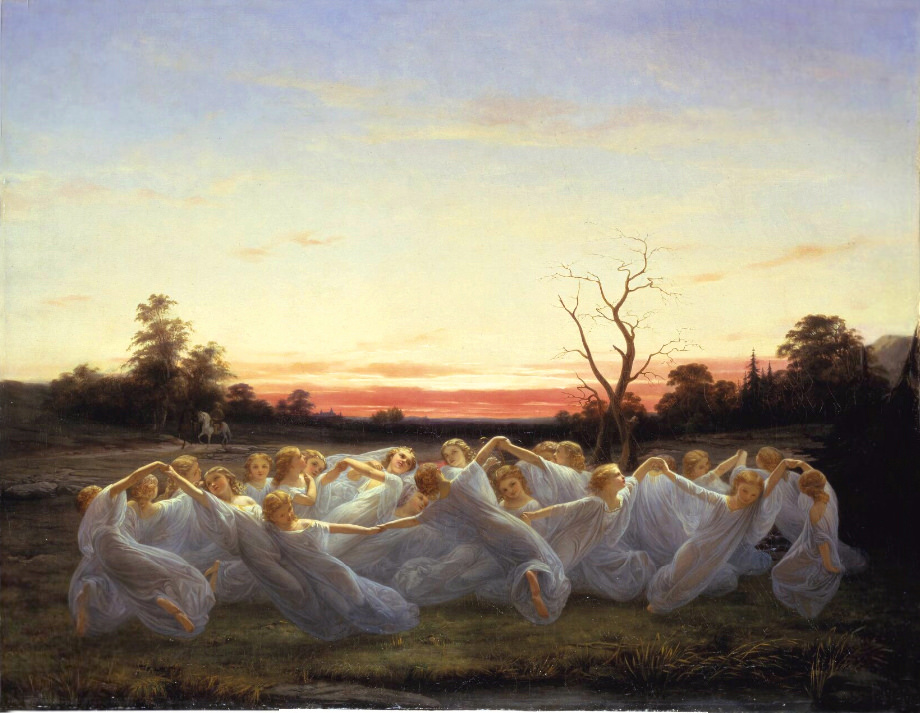
1850年のニルス・ブロメール作、『草原のエルフたち』(Ängsälvor)

霧深い朝か夜の草原では、エルフたちが踊るのを見ることができた。彼らが踊ったあとには円状の何かができた。これはälvdanser（エルフの踊り）またはälvringar（エルフの輪）と呼ばれ、この輪の中で小便をすると、性病にかかると信じられていた。エルフの輪（フェアリーリング）は一般的に小さいキノコの輪（菌輪）でできていたが、別種のものもあった（地衣類や他の植物や、そのように見えて広がった鉱床など。また、森に自生するキノコは当時のスカンジナビア半島やロシアなど北方の貧しい農民にとっては、食肉に代わる食感とアミノ酸源である旨味を持った貴重な食材であった）。
”森が湖に出会う岸辺で、あなたはエルフの輪を見出す。それは踏みならされた草が円を描く場所。エルフたちがここで踊ったのだ。Tisaren湖のほとりで、わたしはそれを見た。それは危険であり、そこに踏み進むか、そこにあるものを取り壊せば、病を得る。”
エルフの舞を見た人間は、ほんの数時間そうしていたつもりが、実際には多くの歳月が過ぎていることに気付く。中世後期のオーラフ・リッレクランスについての歌では、エルフの女王が彼を踊りに誘うが、彼はこれを断る。オーラフはエルフの女王と踊ったら何が起こるか知っており、また彼は自分の結婚式のために家路に就いていたからである。女王は贈り物を申し出るが、オーラフはこれも辞退する。女王は踊らないのなら殺す、と彼を脅す。しかしオーラフは馬で駆け去り、女王の差し向けた病で死ぬ。彼の花嫁も絶望のため息絶える。
エルフは美しく若いとは限らない。スウェーデンの民話、『Little Rosa and Long Leda』では、エルフの女性(älvakvinna)が、王の牛が今後かの女の丘で草を食べないことを条件に、ヒロインのRosaを助ける。かの女は老女であるとされ、その外見から人々はかの女が地下の住民の一人だと見抜いた。

### ドイツのエルフ
ドイツの民間伝承では、エルフは人々や家畜に病気を引き起こしたり、悪夢を見せたりする、ひと癖あるいたずら者だとされる。ドイツ語での「悪夢（Albtraum）」には、「エルフの夢」という意味がある。より古風な言い方、Albdruckには、「エルフの重圧」という意味がある。これは、エルフが夢を見ている人の頭の上に座ることが、悪夢の原因だと考えられていたためである。ドイツのエルフ信仰のこの面は、スカンジナビアのマーラに対する信仰に一致するものである。それはまたインキュビとサキュビに関する信仰とも似ている。
ドイツの叙事詩『ニーベルンゲンの歌』では、ドワーフのアルベリッヒ（Alberich）が重要な役割を演じる。アルベリッヒを字義通りに訳せば、「エルフ-王」となる。このようなエルフとドワーフの混同は、『新エッダ』ですでに見られる。アルベリッヒの名は、フランスの武勲詩に登場する妖精王Alberonを通じて、英語名オベロン (Oberon) となった。オベロンはシェイクスピアの『夏の夜の夢』に登場するエルフとフェアリーの王である。
ゲーテの詩で有名な、『魔王』 (Der Erlkönig = 「エルフ王」) の伝説は、比較的最近にデンマークで始まった。かれの詩は、ヨハン・ゴトフリート・ヘルダーが翻訳したデンマークの民間物語、『魔王の娘』をもとにしている。
ドイツとデンマークの民間伝承に登場する魔王は、アイルランド神話のバンシーのように死の前兆として現れるが、バンシーとは異なり、死にそうな人物の前にだけ現れる。魔王の姿と表情から、どのような死が訪れるのかが分かる。魔王が苦しげな表情をしていれば、それを見た人は苦痛に満ちた死を迎え、魔王が安らかな表情をしていれば、穏やかな死を迎える。
グリム兄弟の童話『こびとのくつや』には、靴屋の仕事を手伝う、身長1フィートほどで裸の、Heinzelmännchenと呼ばれる種族が登場する。かれらの仕事に小さな服で報いなければかれらは姿を消し、報いればとても喜ぶ。Heinzelmännchenはむしろコボルトやドワーフに近い存在なのだが、この作品は「靴屋とエルフ」(The Shoemaker & the Elves)と英訳された。

### 英国のエルフ

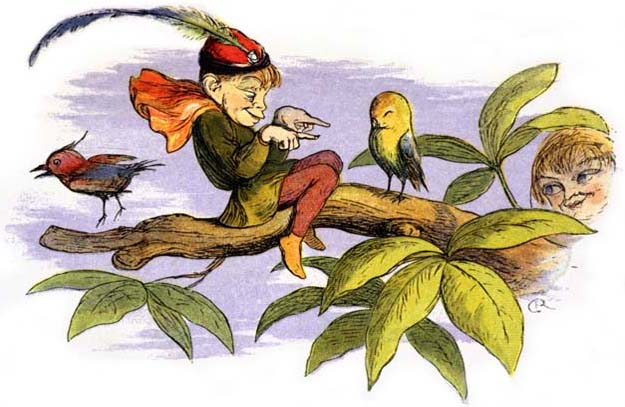
リチャード・ドイルの、『からかわれる可哀そうな小鳥』(Poor little birdie teased)イギリス民間伝承後期の、森に住む小人としてのエルフ。

エルフという単語は、古英語の単語ælf（複: ælfe, 地域や年代による変形として、ylfeやælfenがある）として英語に入り、アングロ・サクソン人とともに英国に上陸した。アングロ・サクソン人の学者は、ギリシア神話、ローマ神話に登場するニンフをælfやその変形の単語に翻訳した
初期の英語に関する証拠はわずかではあるが、アングロ・サクソン人のエルフ(ælf)が北欧神話の初期のエルフの同類であると考えられる理由がある。ælfは人間ほどの大きさであり、超自然的な力を持っていて、男性だけの種族というわけではなく、出会った人間を助けることも傷つけることもできた。特にエッダ詩におけるアース神族とエルフ(álfar)の組合せは、古英語の呪文『ウィズ・ファースティス』(Wið færstice)や、アングロサクソンの人名にあるosやælfのような同語族の言葉の特徴的な発生に反映している。（例えばオズワルド(Oswald)や、アルフリック(Ælfric)）
北欧神話のエルフの美しさに関するさらなる証拠は、ælfsciene（エルフの美）のような古英単語の中に見つけることができる。この語は、古英語詩の『ユディト記』と『創世記A』に登場する、魅力的で美しい女性に使われている。エルフは美しく潜在的に親切な存在であると、歴史を通して英語を話す社会のある階層には考えられてきたが、例えば『ベーオウルフ』の第112行にあるように、アングロサクソンの資料はエルフと悪霊の同盟についても証言している。一方では古英単語のælfの変形である、oafは、おそらく最初は「取替え子」またはエルフの魔法によって茫然としている人物について述べるのに使われていた。
「エルフの一撃（またはエルフの太矢、エルフの矢、エルフの矢傷）」 (elf-shot) という言葉は、スコットランドや北イングランドで見られる慣用句である。これは病気や傷害が妖精によって引き起こされるという信仰に由来する。16世紀の最後の四半世紀の頃の原稿に、「エルフが起こす激痛」という意味で初めてあらわれた。これは後の17世紀のスコットランドでは、新石器時代の燧石の矢じりを意味するものとされた。この矢じりは古代人が癒しの儀式の際に使ったものだが、17世紀の人々は、魔女やエルフが人や家畜を傷つけるために使ったと信じた。エルフの茶目っ気がもたらす髪のもつれは「エルフロック」(elflock)と呼ばれた。突然の麻痺は「エルフの一突き」(elf stroke)と呼ばれた。このような表現は、ウィリアム・コリンズが書いた1750年の頌歌にも現れる。
みじめな経験から群集はみな知っている、
いかに宿命とともに飛び、かれらの「エルフの一撃の矢」を放つかを、
病んだ雌羊が夏の糧をあきらめた時、
大地に引き伸ばされ、心臓を打たれた牝牛が横たわる時。
There every herd by sad experience knows,
How winged with fate their elf-shot arrows fly;
When the sick ewe her summer-food foregoes,
Or stretched on earth, the heart-smit heifers lie.
エルフはイングランドやスコットランド起源のバラッドに多く登場する。民話と同様に、その多くは「エルフェイム」(Elphame)や「エルフランド」(Elfland)（いずれも北欧神話でいうアルフヘイムのこと）への旅についての内容を含んでいる。エルフェイムやエルフランドは薄気味悪く不快な場所として描かれている。バラッド『詩人トマス』(Thomas the Rhymer)に登場する、エルフェイムの女王のように、エルフは時おり好ましい描かれる。しかし『チャイルド・ローランドの物語』(Tale of Childe Rowland)や、『イザベルと妖精の騎士』(Lady Isabel and the Elf-Knight)のエルフのように、エルフはしばしば強姦や殺人を好む腹黒い性格だとされる。『イザベルと妖精の騎士』のエルフは、イザベルを殺すためにさらう。ほとんどの場合バラッドに登場するエルフは男性である。一般的に知られているエルフの女性は、『詩人トマス』や『エルフランドの女王の乳母』(The Queen of Elfland's Nourice)に登場する、エルフランドの女王ただ一人である。『エルフランドの女王の乳母』では、女王の赤子に授乳させるために女性がさらわれるが、赤子が乳離れをすれば家に帰れるだろう、との約束を得る。どの事例においても英国のエルフはスプライトやピクシーのような特徴を持っていない。
近世のイングランドの民話では、エルフは小さく悪戯好きで、見つけにくい存在として描かれている。かれらは邪悪ではないが、人をいらだたせたり、邪魔したりする。透明であるとされることもある。このような伝承によって、エルフは事実上、イングランド先住民の神話に起源を持つ、フェアリーの同義語となった。
引き続き、「エルフ」の名は「フェアリー」と同様に、プーカやホブゴブリン、ロビン・グッドフェロウやスコットランドのブラウニーなどの、自然の精霊を表す総称になった。現在の一般的な民話では、これらの妖精やそのヨーロッパの親戚たちがはっきりと区別されることはない。
文学からの影響は、エルフの概念をその神話的起源から遠ざけるのに重要な役割を果たした。エリザベス朝の劇作家ウィリアム・シェイクスピアは、エルフを小柄であると想像した。かれは明らかにエルフとフェアリーを同族として考えていた。『ヘンリー四世』の第1部、第2幕、第4場で、老兵フォールスタッフはハル王子に、“痩せこけた、エルフのやから”、と呼びかけている。『夏の夜の夢』では、エルフたちは昆虫ほどの大きさとされている。一方エドマンド・スペンサーは『妖精の女王』 (The Faerie Queene) で、人間型のエルフを採用している。
シェイクスピアとマイケル・ドレイトンの影響は、とても小さな存在に対して、「エルフ」と「フェアリー」を使用するという基準を作った。ビクトリア朝期の文学では、エルフはとがった耳を持ち、ストッキングキャップをかぶった小さな男女として挿絵に描かれている。リチャード・ドイルが挿絵を描いた、1884年にアンドリュー・ラングが書いた妖精物語『いないいない王女』 (Princess Nobody) では、エルフが赤いストッキングキャップをかぶった小人である一方で、フェアリーは蝶の翅を持った小人として描かれている。ロード・ダンセイニの『エルフランドの王女』はこの時代の例外で、人間型のエルフが登場する。
「バックソーンの誓い」 (the Buckthorn vows) という伝説では、バックソーン（クロウメモドキ属の植物）を円形に撒いて、満月の夜に環の中で踊ると、エルフが現れるとされる。踊り手はエルフが逃げ出す前に挨拶して「とまれ、願いをかなえよ！」と言わなければならない。するとエルフが一つ望みをかなえてくれるという。

## 現代のエルフ

### 現代ファンタジーのエルフ

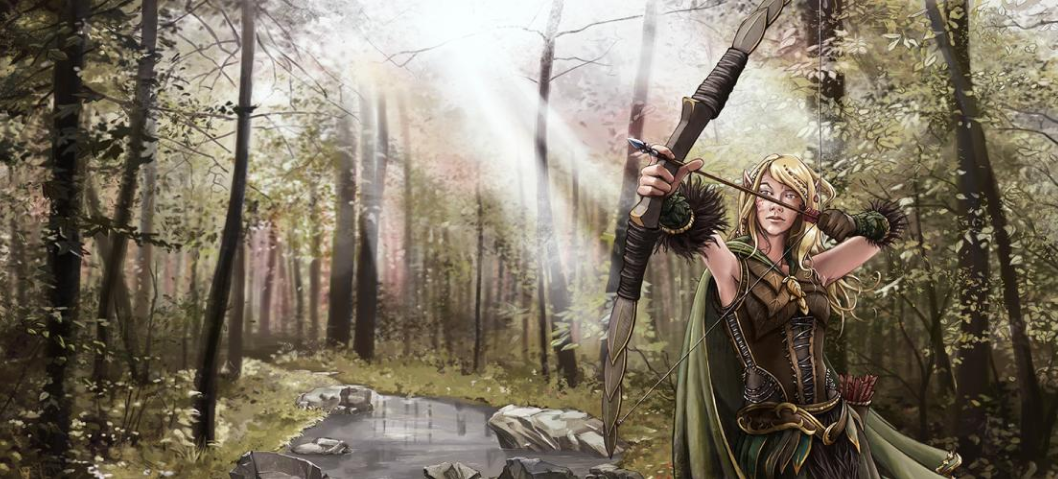
ハイファンタジーにおけるエルフの描写の一例

J・R・R・トールキンの小説『指輪物語』は現代におけるエルフのイメージに影響を与えた。トールキンのファンタジー小説において、「エルフ」は妖精の総称ではなく、半神的な特徴を持つひとつの種族の名称である。『指輪物語』に登場するエルフは長上族と呼ばれ、身体能力が高く、知識に富み、魔法を使う。人間ほどの背丈をしている。
誤解として長く尖った耳をしているともされるがトールキンが「エルフの耳は尖っている」と説明したことは一度もない。トールキンが『ホビット』の主人公であるビルボの耳はエルフのように尖らせてほしいなどと手紙に書いたなどという話があるが、この”エルフのように”のエルフとは伝統的な妖精のエルフであってトールキンの作品以降に広まったトールキン的エルフとは別件である。（そもそもこの手紙は最初期の作品である『ホビット』の作品の編集中に”未読”のイラストレータに対して送った手紙。トールキン的エルフの概念自体まだ未誕生な時期にトールキン的エルフで書いてくれと言っても通じない）
エルフは一般に、不死もしくは非常に長い寿命を持ち、事故に遭ったり殺害されたりしない限り、数百年から数千年生きるとされている。ただし、徐々に活力がなくなるなど、「枯れていく定め」にあることは確かなようだ。

### ハーフエルフ
エルフを扱ったファンタジー作品の中には、人間との混血であるハーフエルフが登場するものもある。多くの場合、ハーフエルフは人間とエルフ双方の特徴を受け継いでおり、人間とエルフの双方から差別的な扱いを受けることがしばしばある。エルフと人間との異類婚姻譚はいくつかの神話にも描かれるモチーフであるが、今日のハーフエルフの原型は『指輪物語』での設定に多くを負っている。同作の半エルフは種族として固定されたものではなく、彼らはエルフと人間のいずれの運命を選ぶかの選択を行い、エルフの運命を選んだものは不死性を得たという設定である。

### 日本の創作物におけるエルフ

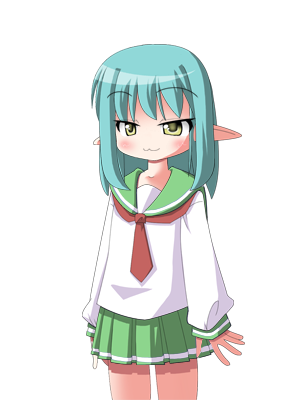
エルフ耳の一例

日本では、古より超常的存在の主役は妖怪や神であり、西洋的な妖精のイメージはなかなか定着しなかったものの、1978年のアニメ映画版『指輪物語』を機に日本でもファンタジーの要素が流行の兆しを見せ、「エルフ」や「オーク」といった言葉が徐々に認知されるようになっていった。その影響から、欧米の文学や民間伝承などに登場する妖精の総称としてのエルフ像よりも、むしろ同作で描かれるような固有の種族としてのイメージが日本におけるエルフのステレオタイプとなった。
さらに、悪魔のモチーフである尖った耳を持つ妖精の容姿が描かれた海外のゲームや、ペーパーバック小説のイラストを通じて「エルフの耳は長いもの」というイメージが日本人の間に定着し、日本製のゲームや小説などには耳の長いエルフの絵柄が頻繁に登場するようになった。
テレビゲームでは1987年9月に発売されたファミコン版『デジタル・デビル物語 女神転生』を皮切りに、『ドラゴンクエストシリーズ』などのファンタジーRPGなどでの登場が続き、特にそのイメージに強固な影響を与えた代表例として、1988年刊行の小説『ロードス島戦記』に登場する出渕裕によるディードリットのキャラクターデザインが挙げられる。出渕は『ロードス島戦記』の長い耳のエルフのモチーフは、1982年の映画『ダーククリスタル』に登場するゲルフリン族の影響があったことや、「描いた時は気づかなかったけど、あとから考えると、ゲルフリンのキアラのイメージだなと」述べている。いわゆるアンテナ型と言われるエルフ耳はディードリットからであり、それ以前では『スタートレック』のバルカン人のような、普通の耳の形で上部が尖っている、いわゆる悪魔耳のように描かれる方が一般的だった。
『ロードス島戦記』がもともと『D&D』の誌上リプレイ連載であった経緯から、『D&D』のエルフの設定（尖った耳、アーモンド形の目）がディードリットのデザインの基軸にあるが、「アーモンド形の目」という特性は廃れてしまっている（リプレイ連載時のディードリットはアーモンド形の目である）。人間よりも細身で華奢というのも、『D&D』による設定である（力が弱く魔力に富むというイメージは、『D&D』を踏襲した『ウィザードリィ』の影響もうかがえる）。
しかし、エルフのイメージは必ずしも耳が尖っていると決まっているわけではなく、本来的にはそのような認識は誤りである。
桐島カブキが『RPGマガジン』での連載中に執筆した「あなたにも出来るファンタジーRPG設定資料作成マニュアル」でのジョーク的記事では、「エルフは生物学的、社会学的、民俗学的に見てただの猿にすぎない」ということを4ページにわたって解説している。記事によると、エルフが人間から見て美しく見えるのは、単にチャーム（魅了）による擬態に過ぎないらしい。
なお、ライトノベルや漫画などでは、エルフのうち性的な魅力に溢れた者のことをエロフと称して茶化す例も散見される。

### クリスマスのエルフ
現代の米国、カナダ、英国における民間伝承では、サンタクロースの助手としてエルフが登場する。このエルフは緑色の服を着て、尖った耳と長い鼻を持つ。想像上の彼らはサンタクロースの工場でクリスマスのプレゼントになるおもちゃを作り、包装している。

### アイスランドのエルフ
アイスランドでのエルフは、目撃したという人々によると、人間に似ているが、やや小型の外観で、素朴で普段は穏やかな生き物であるとされる。2012年には、妖精遺産保護法が成立しており、エルフに関係すると言われている岩などが保護指定されている。1971年には、エルフの家とされる巨大な岩を道路工事に伴って移動させたところ、多くの技術的困難に直面することになった。またレイキャビク近くの道路工事では、「エルフの岩」とされている岩石を誤って土壌に埋めてしまったところ、道路は冠水したり、負傷する人が出たり、周囲で重機の故障が相次いだ。そのためアイスランド道路管理局はこの岩の原状復帰を決め、掘り出し作業と洗浄作業が行われた。アイスランドでは、エルフたちは日々の生活の一部と考えられており、エルフに配慮するために工事が変更になったり、エルフによる警告を信じる漁師が出漁を見合わせるようなことがある。

## エルフの登場するおとぎ話
- Addlers & Menters
- Ainsel & Puck
- Childe Rowland (also here)
- The Elf Maiden (also here)
- Elfin Woman & Birth of Skuld
- Elle-Maids
- Elle-Maid near Ebeltoft
- Hans Puntleder
- Hedley Kow
- Luck of Eden Hall
- The Shoemaker & the Elves (also here)
- Svend Faelling and the Elle-Maid
- Wild Edric
- The Wild-women
- The Young Swain and the Elves